# طويس (أعزاز)
طويس  قرية سوريّة تتبع إداريّاً لمحافظة حلب منطقة أعزاز ناحية أخترين، بلغ تعداد سكانها 348 نسمة حسب التعداد السكاني لعام 2004.